# Sepp Plieseis
Sepp Plieseis (* 20. Dezember 1913 in Bad Ischl, Ortsteil Lauffen, Österreich-Ungarn; † 21. Oktober 1966 ebenda, amtlich Josef Plieseis, im Dialekt als „Bliasais“ ausgesprochen) war ein österreichischer Widerstandskämpfer gegen den Nationalsozialismus und Organisator der Partisanengruppe Willy-Fred im oberen Salzkammergut. Im Gegensatz zu bürgerlichen und linken urbanen Widerstandsgruppen war Plieseis ein Naturbursch, Bergsteiger und Wilderer und konnte so im Gebirge erfolgreich der Verfolgung durch die Ordnungspolizei und die SS bis Ende des Krieges entkommen.

## Kindheit
Sepp Plieseis wuchs als Kind einer armen Arbeiter- bzw. Kleinhäuslerfamilie in Bad Ischl auf. Er beteiligte sich an den Aktivitäten der Kinderfreunde und später der Sozialistischen Arbeiterjugend. Nach den Februarkämpfen 1934, an denen Plieseis auf Seiten des Republikanischen Schutzbundes in Ebensee teilgenommen hatte, war er von der österreichischen Sozialdemokratie enttäuscht und schloss sich den Kommunisten an.

## Spanienkämpfer
Weil die KPÖ jedoch ebenfalls verboten worden war und ein aktiver Widerstand gegen den Austrofaschismus immer schwieriger wurde, ging Plieseis 1937 nach Spanien und kämpfte dort auf Seiten der Republik im Spanischen Bürgerkrieg. Nach Spanien gelangte er über einen abenteuerlichen Weg von Österreich über die Schweizer Berge und schloss sich schließlich in Frankreich den internationalen Brigaden an.
Nach dem Ende des Bürgerkriegs in Spanien und dem Sieg des Franquismus flüchtete er wieder nach Frankreich, wurde dort jedoch verhaftet und in verschiedenen Anhaltelagern wie Gurs, St. Cyprienne und Argiles interniert. Auf Grund des Molotow-Ribbentrop-Paktes war es jedoch 1940 zu einer kurzfristigen Entspannung zwischen den Nationalsozialisten und den Kommunisten gekommen, und so versuchte Plieseis 1941 nach einem erfolgreichen Fluchtversuch ins Salzkammergut zurückzukehren. Beim Übertritt über die französische Demarkationslinie wurde er jedoch von den deutschen Behörden als „Rot-Spanier“ verhaftet und ins Polizeigefängnis nach Linz, im nunmehr ebenfalls deutschen Gau Oberdonau, überstellt, wo er zunächst auf Grund einer noch offenen Verurteilung wegen Wilderei inhaftiert wurde. Nachdem er es ablehnte, in die deutsche Wehrmacht eingezogen zu werden, kam er von dort aus ins KZ Dachau.

## Widerstand im Salzkammergut
Von Dachau aus wurde er später zur Zwangsarbeit in das KZ-Außenlager in Vigaun bei Hallein überstellt. Dort gelang ihm am 23. Oktober 1943 mit Hilfe einheimischer Arbeiterinnen, unter anderem Agnes Primocic, die Flucht aus dem KZ, und obwohl sich am selben Ort ein Ausbildungslager der SS mit über 1.500 Mann befand, konnte er von Hallein aus erfolgreich bis zum Attersee und weiter ins obere Salzkammergut flüchten und im Toten Gebirge untertauchen. Dort begann er nun eine Widerstandsgruppe gegen den Nationalsozialismus aufzubauen, deren vorrangiges Ziel es zunächst war, einheimische Deserteure aus der Wehrmacht in den Bergen zu verstecken. Ende 1943 war die Loyalität gegenüber dem Nationalsozialismus bereits stark gesunken: Einige Soldaten kehrten vom Fronturlaub nicht mehr zurück zur Wehrmacht und gingen lieber in die Berge, als erneut an die Ostfront geschickt zu werden. Dies bedeutete jedoch auch eine große Gefahr für deren Angehörige, und so mussten sich diese Partisanen selbst mit Lebensmitteln versorgen, um möglichst jeden Kontakt zu Familie und Freunden zu vermeiden. Dabei waren die Kenntnisse der Natur vom Plieseis Sepp und seine Erfahrungen als Wilderer mehr als hilfreich.
Die Gruppe wuchs in den folgenden Monaten auf zirka 30 Personen an und gab sich selber den Decknamen „Willy“. Die Partisanen konnten und wollten aber zunächst keine militärischen Störaktionen, etwa auf Eisenbahngeleise oder Polizeiposten, ausführen. Alleine aber die Existenz einer Widerstandsgruppe in den Bergen des Salzkammergutes versetzte die nationalsozialistischen Behörden in höchste Alarmbereitschaft, da im Salzkammergut einige kriegswichtige Rüstungsbetriebe der geplanten Alpenfestung angesiedelt wurden, sich ganz in der Nähe das KZ Ebensee befand und in Aussee die Größen der Partei ihre Sommerurlaube verbrachten. Dennoch konnte das nur wenige Kilometer Luftlinie von Aussee entfernte Versteck der Gruppe, der Gebirgsunterschlupf „Igel“, nie gefunden werden. Um ihre Aktivitäten und ihre Identität zu verschleiern, gaben sich die Partisanen Decknamen, wenn sie im Gebirge auf Wanderer trafen oder ins Tal gingen, um Lebensmittel und Arzneimittel zu organisieren. Die Gruppe änderte so ihr Erkennungswort später auf „Fred“, weshalb sie heute in der Geschichtsforschung unter dem kombinierten Namen „Willy-Fred“ bekannt ist.
Die Gruppe um Plieseis unterhielt auch Kontakte zu Albrecht Gaiswinkler, der schon ab 1940 eine Widerstandsgruppe im Ausseerland gegründet hatte. Gaiswinkler hatte Kontakte zum britischen Geheimdienst und plante Anfang 1945 sogar ein Attentat bzw. eine Entführung von Joseph Goebbels bei dessen letzten Urlaubsaufenthalt in Aussee. Dieser reiste jedoch zwei Tage vor dem geplanten Termin nach Berlin ab. Zu gemeinsamen Aktionen zwischen Gaiswinkler und Plieseis kam es aber nicht. Gemeinsam mit den weiteren Mitgliedern der Gruppe Willy-Fred, darunter Karl Gitzoller und Alois Straubinger, versuchte Sepp Plieseis stattdessen die verbleibende Zeit bis zum absehbaren Ende des Nazi-Regimes heil und unbeschadet zu überstehen. Unterstützt wurden sie dabei von Widerstandskämpferinnen wie Resi Pesendorfer, Marianne Feldhammer, Leni Egger und Maria Plieseis.

## Nach 1945
Nachdem im Mai 1945 die US-Streitkräfte, von Salzburg kommend, auch Bad Ischl und Aussee besetzten, verließ die Gruppe schließlich ihr Versteck und Sepp Plieseis wurde daraufhin Sicherheitsberater der Amerikaner, später Beamter am Stadtgemeindeamt Bad Ischl. Aufgrund des aber schon bald aufkommenden politischen Misstrauens gegenüber den Mitgliedern dieser kommunistischen Widerstandsgruppe wurden Sepp Plieseis und seine Mitstreiter schon bald von der politischen Macht ferngehalten. Er engagierte sich daraufhin weiter bei der nun wieder legalen KPÖ und beim Bundesverband der österreichischen WiderstandskämpferInnen (KZ-Verband). Nach dem Krieg hatte Sepp Plieseis die ebenfalls im Widerstand beteiligte Maria Plieseis, geborene Wagner, verwitwete Ganhör, geheiratet und lebte bis zu seinem Tod 1966 in Bad Ischl. Sein Grab befindet sich auf dem Friedhof Bad Ischl.

## Rezeption in Österreich und der DDR
Unmittelbar nach dem Krieg hat Sepp Plieseis seine Erinnerungen mithilfe von Rudolf Daumann als Ghostwriter aus der Zeit in Spanien und am „Igel“ in einem Buch niedergeschrieben, das 1946 unter dem Titel Vom Ebro zum Dachstein, Lebenskampf eines österreichischen Arbeiters in Linz beim Verlag Neue Zeit veröffentlicht wurde. In den Jahren darauf verschwanden die Ereignisse um den Widerstand im Salzkammergut in Österreich aus der öffentlichen Diskussion und besonders die Verdienste der den Kommunisten nahestehenden Widerstandskämpfer wurden wenig honoriert. Der Grund dafür lag vor allem an den sich verschlechternden Beziehungen der Westalliierten mit der Sowjetunion, die sich ab 1947 immer mehr zum Kalten Krieg entwickelten. Da sich das Salzkammergut in der amerikanischen Besatzungszone befand, wurden diese der KPÖ nahestehenden ehemaligen Widerstandskämpfer auch zunehmend aus der Lokalpolitik gedrängt.
Ein unmittelbarer regionaler Grund mag der historisch immer noch nicht gänzlich aufgeklärte Bad Ischler Milchprozess gewesen sein, bei dem seine Frau Maria Plieseis von den Amerikanern als eine der Verdächtigen angeklagt wurde und sich nur durch die Flucht in die sowjetische Besatzungszone Österreichs der Verfolgung durch die US-Militärgerichtsbarkeit entziehen konnte; erst nach dem Staatsvertrag von 1955 kehrte sie wieder ins Salzkammergut zurück.
Im Gegensatz dazu begann man sich ab den 1970er Jahren in der DDR für die Geschichte von Sepp Plieseis zu interessieren. Sein autobiographisches Buch wurde 1971 unter dem Titel Partisan der Berge – Lebenskampf eines österreichischen Arbeiters von Julius Mader im Deutschen Militärverlag in Ost-Berlin neu herausgegeben und erlebte bis 1987 vier Auflagen. Einige Jahre später produzierte das Fernsehen der DDR eine Fernsehserie über den Partisanenkampf im Salzkammergut, in dem Plieseis als aufrechter Kämpfer gegen den Faschismus präsentiert wurde. Sie hat den Titel Gefährliche Fahndung und ist 2010 auch auf DVD erschienen.
1977 wurde die in der DDR erschienene Version des Buches von Sepp Plieseis als Lizenzausgabe des Globus-Verlags der KPÖ neu herausgegeben, von der daraufhin drei Auflagen erschienen. Dies kann als Neubeginn der Beschäftigung mit Plieseis in Österreich gewertet werden.
Im Jahr 2006 bearbeitete auch der ebenfalls aus der Region stammende österreichische Schriftsteller Franzobel die Lebensgeschichte von Sepp Plieseis literarisch und baute sie in sein Theaterstück „Hirschen“ ein, das den Widerstand im Ausseerland thematisiert.